# Рейер, Эрнест
Эрнест Рейер, полное имя Луи Этьен Эрнест Рейер (1 декабря 1823, Марсель, Франция — 15 января 1909, Ле-Лаванду, Франция), — французский оперный композитор и музыкальный критик.
Родился в Марселе. Его отец, нотариус, не хотел, чтобы его сын делал себе карьеру в музыке. Тем не менее он не выказывал сильного протеста против устремлений своего сына и позволил ему посещать занятия в консерватории, где тот учился с шести- до шестнадцатилетнего возраста. В 1839 году, когда ему было шестнадцать лет, Эрнест отправился в Северную Африку, чтобы работать под началом своего родственника, начальника управления бухгалтерского учёта в Департаменте казначейства в Алжире. Эта работа, однако, плохо сочеталась с беспечным и недисциплинированным характером Рейера. Из административных отчётов известно, что Рейер писал бесчисленные юношеские сочинения и рассказы и оригинальные танцевальные пьесы. Некоторые из его ранних композиций получили некоторую известность (в рамках Алжира) и положительные отзывы в алжирской прессе, в том числе месса, организованная в местном соборе и поставленная к визиту герцога Омальского в 1847 году.
Рейер вернулся в Париж во время событий 1848 года и в течение периода жизни там свёл знакомство с различными известными деятелями искусства, в том числе Гюставом Флобером и Теофилем Готье. Его тётя Луиза Фарранк, профессор по классу фортепиано в консерватории и талантливый композитор-любитель, руководила начальным музыкальным творчеством Рейера. В 1850 году он написал симфоническую оду под названием «Селам» для солистов и хора на сюжет Готье. Четыре года спустя, в 1854 году, он написал музыку для одноактной оперы «Мастер Вольфрам», либретто к которой написал Жозеф Мери. Услышав исполнение этого произведения в Опера Комик, Берлиоз отметил талант Рейера. Он писал, что выход Рейер не имел «ничего общего с отчасти притворной, отчасти обветшавшей музой Парижа […]. Его мелодии являются естественными […]. В них есть сердце и воображение.»
В 1858 году Рейер вновь поставил балет под названием «Сакунтала» по произведению Готье. Балет ставили на сцене двадцать четыре раза до 1860 года.
В 1861 году Рейер написал и представил в Опера-Комик оперу в трёх действиях и шести сценах под названием «Статуя», сюжет которой был вдохновлён «Тысячей и одной ночью», на либретто Мишеля Карре и Жюля Барбье. Её премьера состоялась в театре Лирик в Париже 11 апреля 1861 года. За менее чем два года «Статуя» была поставлена на сцене шестьдесят раз, что для того времени было редкостью.
К 1862 году Рейер получил общеевропейскую известность, и в том же году композитор из Марселя стала кавалером Ордена Почётного легиона. В том же году он написал оперу в двух действиях Érostrate, которая была поставлена в августе 1862 года в Баден-Бадене под эгидой влиятельных европейских семей и за которую он удостоился получения Ордена Красного орла из рук королевы Пруссии.
Постепенно, однако, его репутация стала снижаться. Опера Érostate полностью провалилась в Париже и была поставлена на сцене всего лишь три раза, что поставило крест на её возможной постановке в Парижской опере.
Наиболее известной из его пяти опер является «Сигурд» (1884); она была очень популярна во Франции во время своих первых постановок там (её премьера состоялась в Брюсселе в театре де Ла Монне в январе 1884 года), и иногда (хотя и редко) ставилась заново. «Сигурд» был основан на скандинавской «Саге о Вёльсунгах» («Песнь о Нибелунгах») из песен Эдды — том же источнике, который Рихард Вагнер использовал для либретто для своего цикла о кольце. Музыка «Сигурда», однако, совсем не похожа на музыку Вагнера. Несмотря на то, что Рейер восхищался Вагнером, он создал свою музыку в большей степени в традициях своего наставника, Гектора Берлиоза. Прослушивание «Сигурда» может вызвать ассоциации с операми «Троянцы» или «Бенвенуто Челлини», проникнутых тем же героическим музыкальным пафосом.
Последней оперой Рейера стала «Саламбо» (1890), основанная на романе Гюстава Флобера, которая была дана 46 раз в период с мая по декабрь 1892 года. Опера была написана на несколько лет раньше, но постановка её первоначально встретила сопротивление чиновников, как и «Сигурд» до того. Опера была впервые поставлена в театре де ла Монне в Брюсселе в 1890 году, а затем в Театре искусств в Руане.
Не имея возможности жить на доходы от своих опер, Рейер смог заменить Гектора Берлиоза в качестве музыкального критика в штате журнала Journal des débats. Кроме того, он работал библиотекарем в Академии Музыки.
Рейер умер в Ле-Лаванду, на юге Франции, примерно в 80 км к востоку от Марселя.

## Награды
- Орден Короны 4-го класса (16 января 1863, королевство Пруссия)[7]